# فلچر اف‌ال-۲۳
فلچر اف‌ال-۲۳ (به انگلیسی: Fletcher_FL-23) یک هواگرد ملخ‌پیشین تک‌موتوره از نوع ارتباطی/مشاهده‌گر ساخت شرکت Fletcher Aviation Corporation است. هواگرد فلچر اف‌ال-۲۳ نخستین پروازش را در ۱۹۵۰ میلادی انجام داد. در مجموع، تعداد ۱ فروند از این هواگرد ساخته شده‌است.